# Phlyctochytrium aureliae
Phlyctochytrium aureliae är en svampart som beskrevs av Ajello 1945. Phlyctochytrium aureliae ingår i släktet Phlyctochytrium och familjen Chytridiaceae.   Inga underarter finns listade i Catalogue of Life.